# Perpètua i Felicitat
Perpètua i Felicitat (mort a Cartago, 7 de març de 203) eren dues noies cristianes que van morir màrtir sota l'imperi de Septimi Sever (193 - 211) juntament amb Satur, Revocat, Sadurní i Secundí. Tots sis són venerats com a sants en certes branques de la cristiandat.

### Vida segons les actes
Víbia Perpètua, noble i culta matrona de Cartago de vint-i-dos anys i mare d'un nadó, va ésser detinguda amb els seus servents Revocat, Sadurní, Secundí i Felicitat, que estava embarassada i a punt de parir. Tots ells eren cristians catecúmens i havien estat convertits per Satur.
Ja detinguts, però abans d'anar a la presó, els cinc catecúmens van ser batejats. Perpètua i Satur van resistir tortures i temptatives perquè apostatessin de la fe cristiana. A la presó, Perpètua va poder veure el seu fill i va rebre la visita de la seva mare i un germà. Tingué una visió a la qual pujava per una escala fins que arribava a un prat verd, on pasturava un ramat d'ovelles. En altres visions, va veure el seu germà, que havia mort feia anys, i que ella lluitava contra un salvatge etíop, personificació del diable, i el vencia. Finalment, van ésser jutjats i condemnats a morir destrossats per bèsties.
Satur també tingué visions, que consten a les actes: en una era portat, amb Perpètua, per quatre àngels fins a un jardí on trobaren altres màrtirs que havien mort abans. El dia de l'aniversari de l'emperador van ser portats a l'amfiteatre. Secundí havia mort a la presó, Felicitat, que era al vuitè mes d'embaràs, no podia ésser morta llavors, ja que la llei prohibia executar una embarassada, però va parir uns dies després; la seva filla va ésser adoptada per una cristiana i ella, per tant, podria ésser morta.
El 7 de març, els cinc confessors van ésser conduïts a l'amfiteatre, on van ser fuetejats i, després, llençat a les feres. Van morir abraçant-se i besant-se; van ésser soterrats a Cartago.

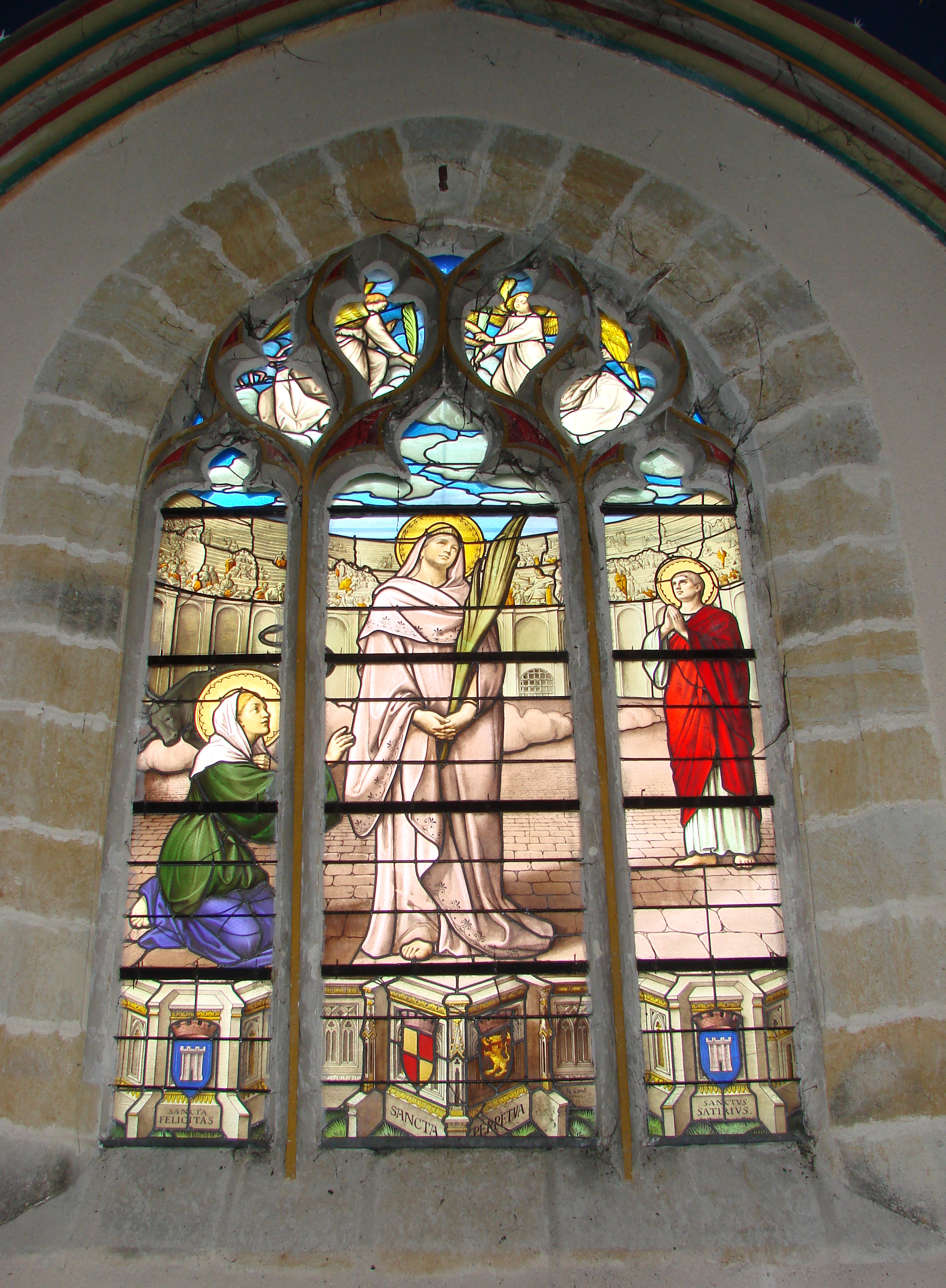
Vitrall amb el martiri de les santes, a Notre-Dame de Vierzon, s. XIX
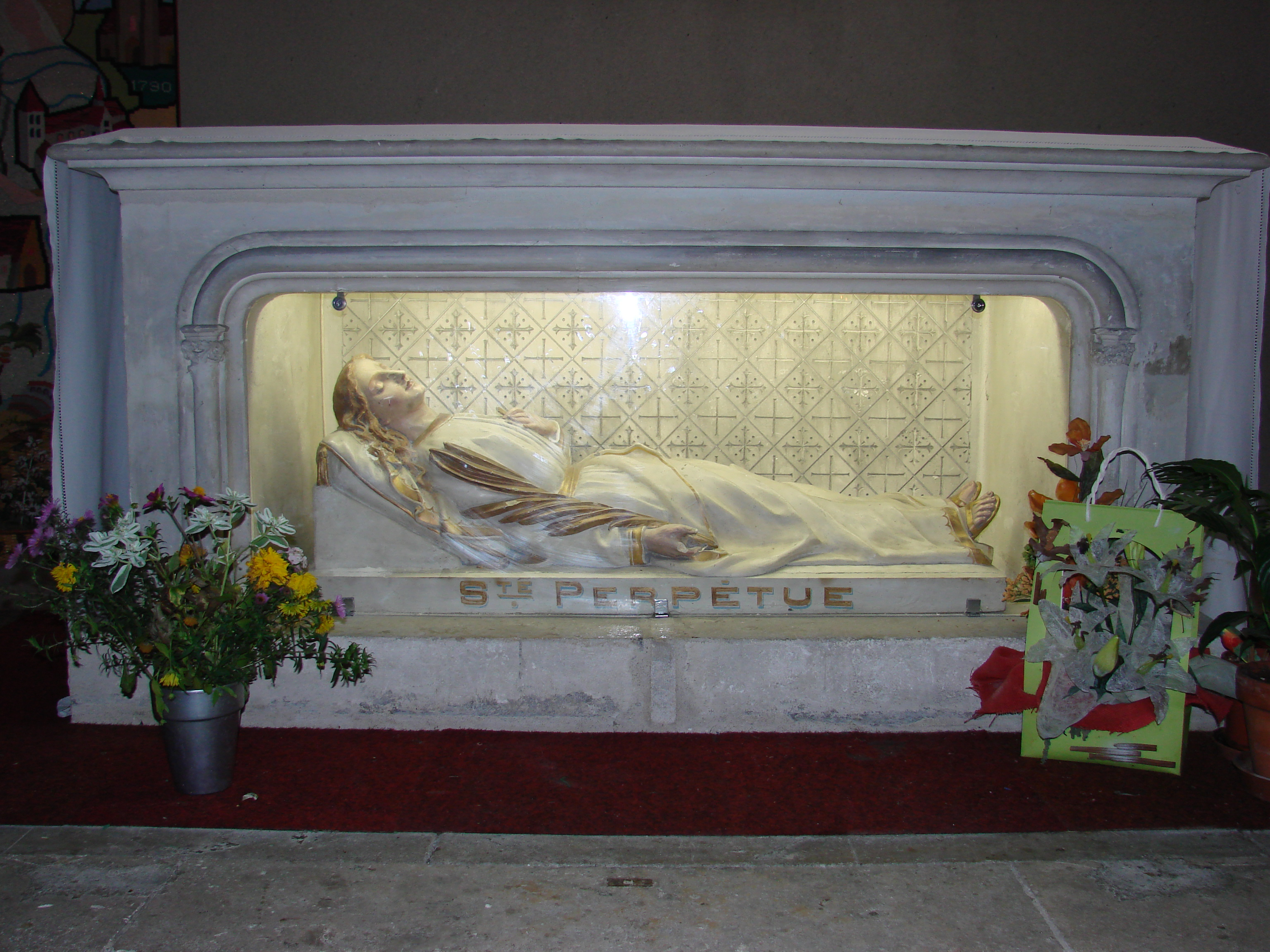
Urna amb el cos de Perpètua, a Notre-Dame de Vierzon
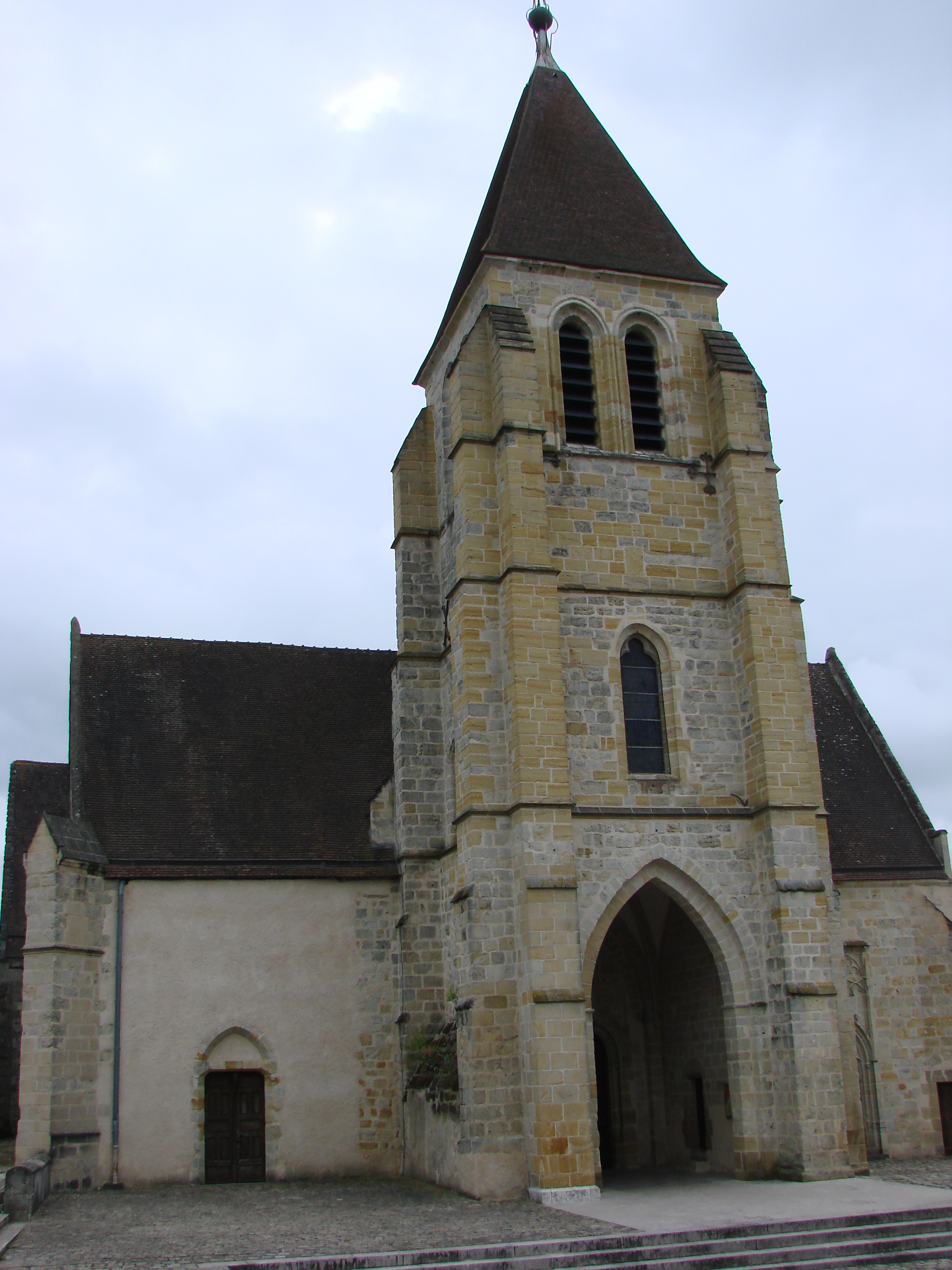
Notre-Dame de Vierzon

## Veneració
El culte a les dues santes i els seus companys va tenir una difusió extraordinària. Algunes homilies de sant Agustí d'Hipona ja parlen de la seva festa, celebrada el 7 de març. Al lloc del seu enterrament va ésser edificada l'anomenada Basílica Major.
Les relíquies de santa Perpètua, van ésser traslladades, el 439 i durant les invasions dels vàndals, a Roma i, en 843, l'arquebisbe de Bourges les va portar a l'abadia de Dèvres (o Deuvre), a Saint-Georges-sur-la-Prée. Quan els normands van saquejar l'abadia en 903, van ser portades a Vierzon. Des del 1807 són a l'església de Notre-Dame d'aquest municipi.